# Syngonium podophyllum
Espèce
Syngonium podophyllum est une espèce de plantes de la famille des Aracées originaire d'Amérique latine. Elle est fréquemment utilisée comme plante d'intérieur.